# Leo Maximilian Baginski
Leo Maximilian Baginski, genannt Max Baginski (* 7. Juni 1891 in Kolmar i. Posen, Deutsches Reich; † 19. März 1964 in Locarno, Schweiz) war ein deutscher Unternehmer, Erfinder und Werbefachmann. Als solcher erfand er unter anderem die Spalt-Tablette. Er stiftete die Kirche der katholischen Gemeinde St. Katharina in Bad Soden am Taunus.

## Leben und Karriere
Max Baginski war eines von sieben Kindern des Maurers und Bauunternehmers Nikolaus Konstantin Baginski (1855–1897) und dessen Frau Constantia geb. Meyer (1860–1926). Nach dem frühen Tod des Vaters geriet die Familie in wirtschaftliche Schwierigkeiten, weswegen Baginski seine Schulzeit bei Onkel und Tante in Schneidemühl verbrachte. Nach der Schule absolvierte er eine kaufmännische Lehre in Berlin und trat dort 1908 in die Firma Scheik & Gladow ein, wo er seine erste Erfindung patentieren ließ, einen Universal-Flaschenverschluss.
Nach nur sechs Monaten kündigte er seine Stellung und gründete zur Verwertung des Patents seine erste eigene Firma in Berlin, die spätere „Eta“. 1912 übernahm er die Heilmittelfabrik Dr. Ballowitz & Co. Den Ersten Weltkrieg verbrachte Baginski als Soldat in Russland, während seine Schwestern Sophie, Anna und Hedwig die Firmen weiterführten. 1919 ernannte ihn der Prinz von Thurn und Taxis zum Geheimen Kommissionsrat, 1920 heiratete er Katharina Stanke (1900–1982). Aus der Ehe gingen drei Töchter und ein Sohn hervor.
Der große Erfolg einer weiteren Erfindung, eines Massagegerätes namens „Punktroller“, ermöglichte Baginski 1925 den Erwerb eines Fabrikgeländes in Berlin-Pankow. Nachdem er 1931 den Serologen Hans Much (1880–1932) als Partner gewonnen hatte, gründete Baginski die „Prof. Dr. med. Much’sche Präparate m.b.H.“, die auf dem Pankower Gelände Muchs Entwicklungen produzierte und 1934 in eine Aktiengesellschaft umgewandelt wurde. Dort entstand 1932 auch die Spalt-Tablette. Baginskis Idee war dabei, der Kopfschmerztablette eine Form zu geben, die man auch im Dunkeln ertasten kann. Der Spalt erwies sich produktionstechnisch am günstigsten. Von 1938 bis 1945 wohnte Baginski mit seiner Familie auf der Insel Schwanenwerder in Berlin.

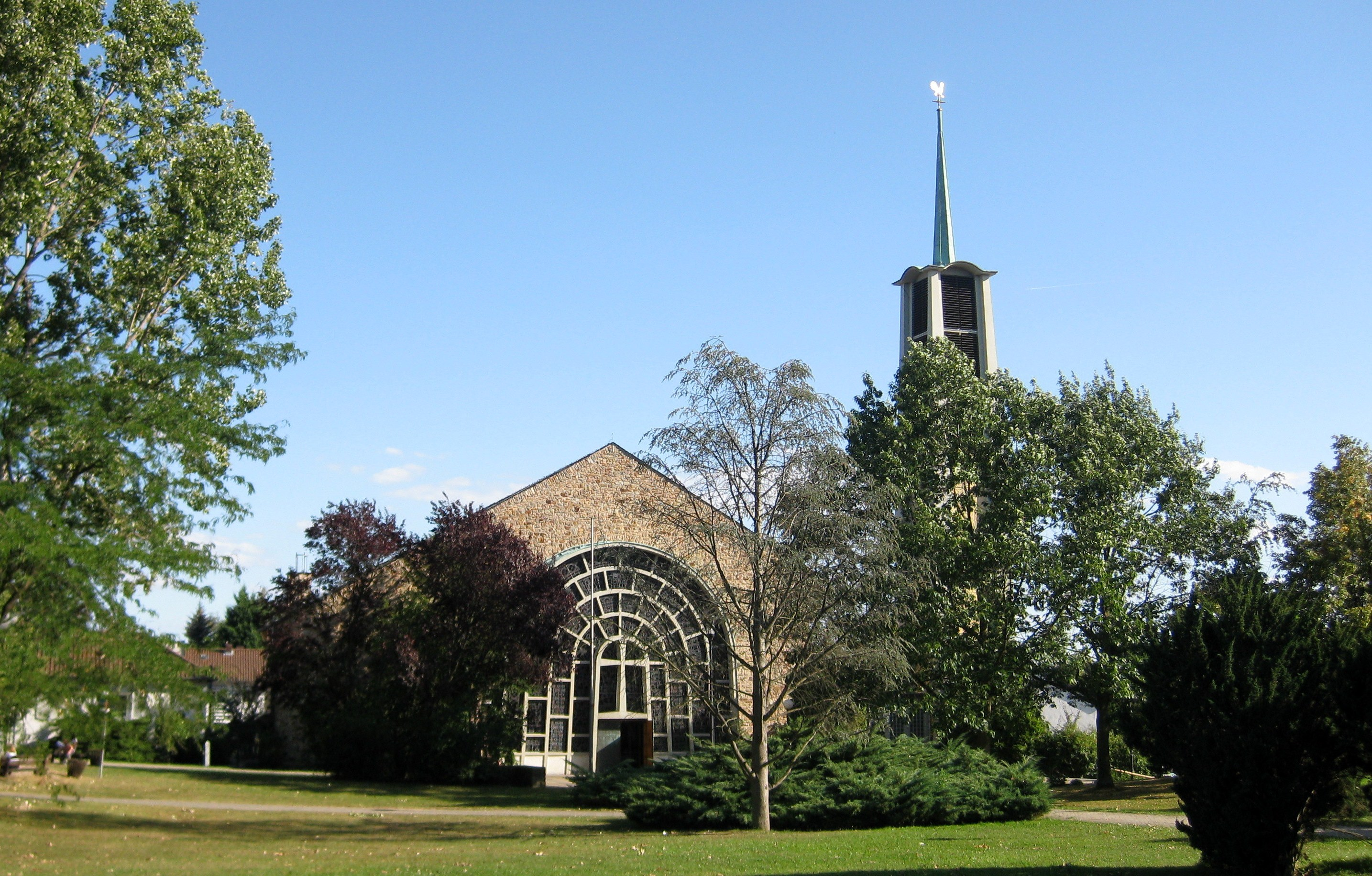
Baginski stiftete die St.-Katharina-Kirche in Bad Soden

1945 wurden Baginskis Firmengelände in der sowjetischen Besatzungszone beschlagnahmt, er selber wurde wegen des Vorwurfes, Fremdarbeiter beschäftigt zu haben, verhaftet und im ehemaligen Konzentrationslager Buchenwald interniert. Dort legte er das Gelübde ab, im Fall seines Überlebens eine Kirche zu bauen. Im August 1948 kam Max Baginski frei. Von seinen Unternehmen war nur die Dr. Ballowitz & Co. der Enteignung entgangen, da diese jedoch in Besitz aller Warenzeichen war, konnte Baginski seine unternehmerische Tätigkeit fortsetzen. Das tat er in Bad Soden am Taunus, wo er seit 1933 die dortige Mineralbrunnenverwaltung gepachtet hatte. 1951 wurde in Bad Soden das Werk der Prof. Dr. med. Much AG eingeweiht. 1955 erfüllte Max Baginski sein Gelübde und stiftete eine neue Kirche für die katholische Gemeinde in Bad Soden. Zugleich mit dem Kirchenneubau übernahm Max Baginski auch die Kosten für ein neues Pfarrhaus sowie für einen Kindergarten, der heute seinen Namen trägt. Die Kirche wurde am 1. September 1957 der Namenspatronin seiner Frau, der Heiligen Katharina von Alexandrien, geweiht.
Das Ehepaar ist in der Kirche beigesetzt.
Noch vor seinem Tod hatte Max Baginski die Leitung der Prof. Dr. med Much AG seinem Sohn Jürgen übertragen, der sie 1972 an die American Home Products Corp. verkaufte. Der Konzern, der seinen Namen 2002 in Wyeth änderte, gliederte die Much AG in sein Tochterunternehmen Whitehall International ein. Seither wird die Spalt-Tablette von der Whitehall-Much GmbH in Münster vertrieben. Der Standort Bad Soden wurde 1993 geschlossen, und der Firmensitz nach Münster verlagert. Nach abgeschlossener Übernahme des Wyeth-Konzerns ist die Whitehall-Much GmbH ein Tochterunternehmen der Firma Pfizer.

## Ehrungen
- Eisernes Kreuz II. Klasse (1918)
- Österreichisches Ehrenkreuz mit Schwertern (1918)
- Ehrendoktorwürde der Universität Brüssel (1927)
- Bundesverdienstkreuz 1. Klasse (1953)
- Ritterkreuz des Silvesterordens (1956)
- Nach Max Baginski sind in Bad Soden am Taunus eine Straße sowie eine der beiden katholischen Kindertagesstätten dort benannt.